# Denis Makarov
Denis Yevgenyevich Makarov (ruso: Денис Евгеньевич Макаров; Toliatti, Rusia, 18 de febrero de 1998) es un futbolista ruso que juega de centrocampista en el FC Dinamo Moscú de la Liga Premier de Rusia.

## Trayectoria
Debutó en la Liga de Fútbol Profesional de Rusia con el FC Orenburg-2 el 27 de julio de 2017 en un partido contra el FC Chelyabinsk.
Debutó en la Liga Nacional de Fútbol de Rusia con el FC Neftekhimik Nizhnekamsk el 7 de julio de 2019 en un partido contra el FC Mordovia Saransk.
El 6 de enero de 2020 firmó un contrato de tres años y medio con el Rubin Kazán. Debutó en la Premier League rusa con el Rubin el 1 de marzo de 2020 en un partido contra el FC Tambov. Sustituyó a Khvicha Kvaratskhelia en el minuto 89. Marcó su primer gol en la RPL el 5 de julio de 2020 en la victoria por 1-0 contra el FC Orenburg.

## Selección nacional
Representó a Rusia en la Eurocopa Sub-21 de 2021, donde fueron eliminados en la fase de grupos. Makarov fue incluido en el equipo ideal del torneo.
El 11 de mayo de 2021 fue incluido en la lista preliminar ampliada de 30 jugadores de Rusia para la Eurocopa 2020. Esa fue la primera vez que fue convocado a la selección nacional absoluta. El 2 de junio de 2021 fue incluido en la convocatoria definitiva.

## Estadísticas
Actualizado al último partido disputado el 16 de mayo de 2021.
| Club                            | Div.          | Temporada     | Liga  | Liga  | Copas nacionales | Copas nacionales | Copas internacionales | Copas internacionales | Total | Total |
| Club                            | Div.          | Temporada     | Part. | Goles | Part.            | Goles            | Part.                 | Goles                 | Part. | Goles |
| ------------------------------- | ------------- | ------------- | ----- | ----- | ---------------- | ---------------- | --------------------- | --------------------- | ----- | ----- |
| Orenburg-2 · Rusia              | 3.ª           | 2017-18       | 23    | 5     | ―                | ―                | ―                     | ―                     | 23    | 5     |
| Orenburg-2 · Rusia              | Total club    | Total club    | 23    | 5     | 0                | 0                | 0                     | 0                     | 23    | 5     |
| Neftekhimik Nizhnekamsk · Rusia | 2.ª           | 2018-19       | 21    | 7     | 3                | 0                | ―                     | ―                     | 24    | 7     |
| Neftekhimik Nizhnekamsk · Rusia | 2.ª           | 2019-20       | 20    | 11    | 0                | 0                | ―                     | ―                     | 20    | 11    |
| Neftekhimik Nizhnekamsk · Rusia | Total club    | Total club    | 41    | 18    | 3                | 0                | 0                     | 0                     | 44    | 18    |
| Rubin Kazán · Rusia             | 1.ª           | 2019-20       | 9     | 2     | 0                | 0                | ―                     | ―                     | 9     | 2     |
| Rubin Kazán · Rusia             | 1.ª           | 2020-21       | 28    | 7     | 2                | 2                | ―                     | ―                     | 30    | 9     |
| Rubin Kazán · Rusia             | Total club    | Total club    | 37    | 9     | 2                | 2                | 0                     | 0                     | 39    | 11    |
| Total carrera                   | Total carrera | Total carrera | 101   | 32    | 5                | 2                | 0                     | 0                     | 106   | 34    |

## Palmarés

### Distinciones individuales
| Distinción                                                                                  | Año     |
| ------------------------------------------------------------------------------------------- | ------- |
| Mejor Jugador Joven de la Zona de la Liga de Fútbol Profesional de Rusia Ural-Privolzhye    | 2018-19 |
| Gol de la Temporada en la Liga Premier de Rusia (Rubin Kazán 2-1 Zenit, 8 de marzo de 2021) | 2020-21 |